# Fulda (Alemanya)
|  | Per a altres significats, vegeu «Fulda». |

Fulda és una ciutat d'Alemanya, de l'antiga Prússia, presidència de Kassel, capital del districte del seu nom, situat en l'antiga Bucònia, en les ribes del riu del seu nom, a 261 m d'altura, de construcció irregular. Connexió ferroviaria en diverses direccions. El seu territori comprèn el districte de Kassel, en la província de Hessen-Nassau, Bockenheim, l'antic ducat de Saxònia-Weimar (avui Turíngia) i un districte de la república de Hessen. La ciutat compta amb diversos establiments d'instrucció i de beneficència, entre ells una escola tècnica superior, normal catòlica de mestres, acadèmia de músics militars, hospital fundat en el segle xiii i orfenat, sanatori, casa de maternitat a càrrec de religioses de la Misericordia, etc.

## Història
Fulda tingué els seus orígens en l'abadia, al costat de la qual es formà ben aviat un poble amb església consagrada el 779 i elevada a la categoria de ciutat el 1208. La pesta que en el segle XIV es declarà a Fulda fou atribuïda als jueus, dels quals en foren sacrificats més de 600. El 1734 s'hi fundà una universitat transformada en gimnàs el 1804. En la guerra de 1866 l'ocuparen els prussians. Des de principis del segle XX fins als nostres dies s'hi celebren moltes reunions al costat de la tomba de Sant Bonifaci.

## Edificis

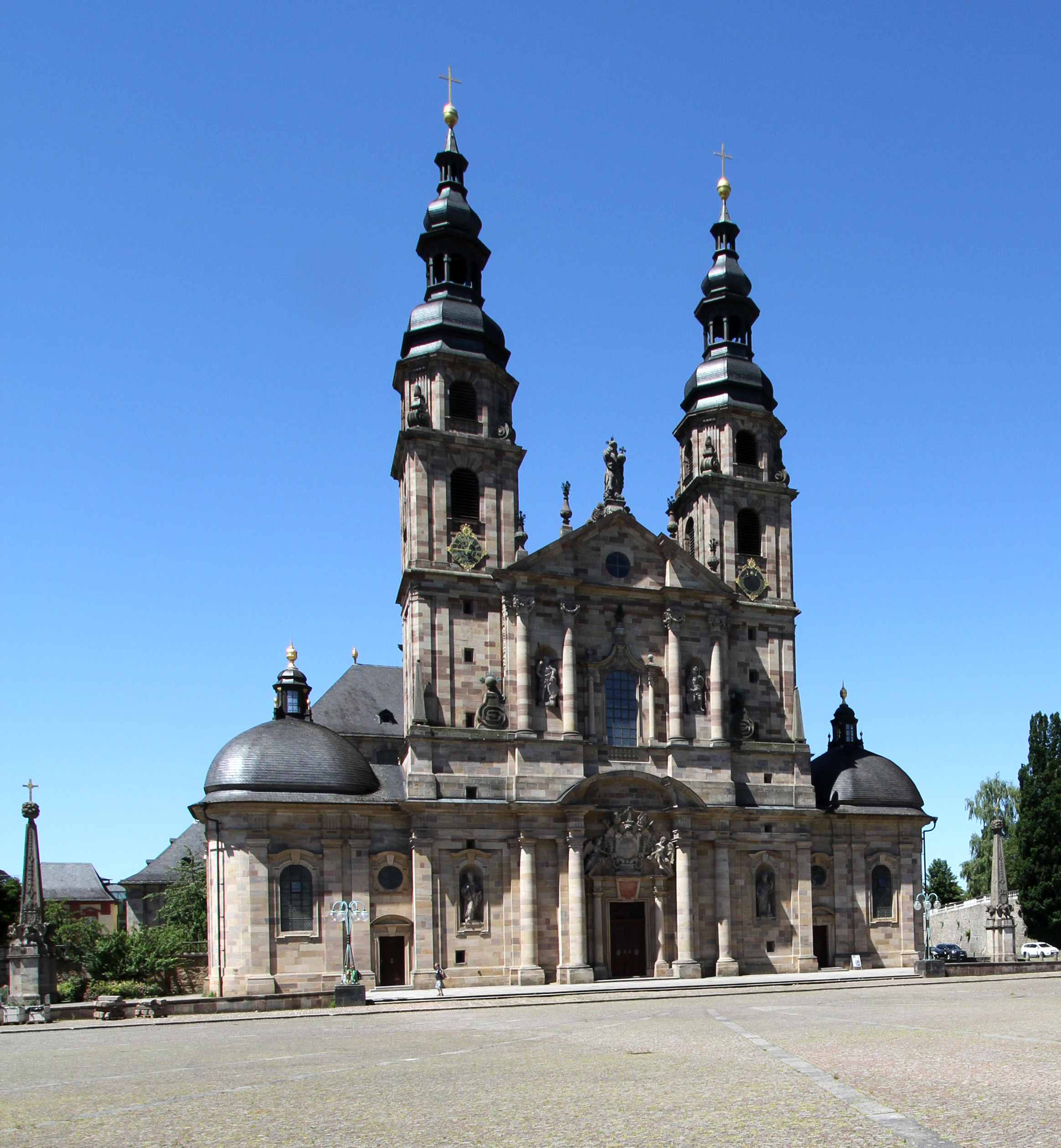
Catedral de Fulda

Entre les seves places públiques hi ha les de la catedral i del palau, en l'última de les quals di troba des del 1842 la colossal estàtua de bronze de Bonifaci de Fulda. La catedral fou construïda de 1704 a 1712 a imitació de l'església de Sant Pere de Roma i té 99 m de llarg. La part anterior està adornada amb dues torres dobles de 57 m. d'altura i la cúpula s'eleva a 39 m. Resta de l'antic edifici és la cripta de Bonifaci sota l'altar major, on en un ric sarcòfag descansen les restes de l'apòstol dels alemanys. Aquesta catedral aplega un gran orgue construït el segle xix pel cèlebre constructor Wilhelm Sauer.
Enfront de la catedral hi ha l'antiga residència de Sant Miquel, que des de 1831 fou palau episcopal, amb la petita i interessant església de Sant Miquel restaurada per Lange, acabada el 822 i que encara mostra essencialment la construcció primitiva, imitació del sant sepulcre. Són, a més, notables la biblioteca, a més de 100.000 volums i preciosos manuscrits; el majestuós castell-palau; el convent de benedictines fundat el 1625, el de menors fundat el 1238 avui dedicat a serveis profans; l'edifici del Banc de l'Imperi fundat a principis del segle xx. Fulda té, a més, sis temples, entre elles una de protestant i una sinagoga, ja que la majoria d'habitants són catòlics.

## Economia

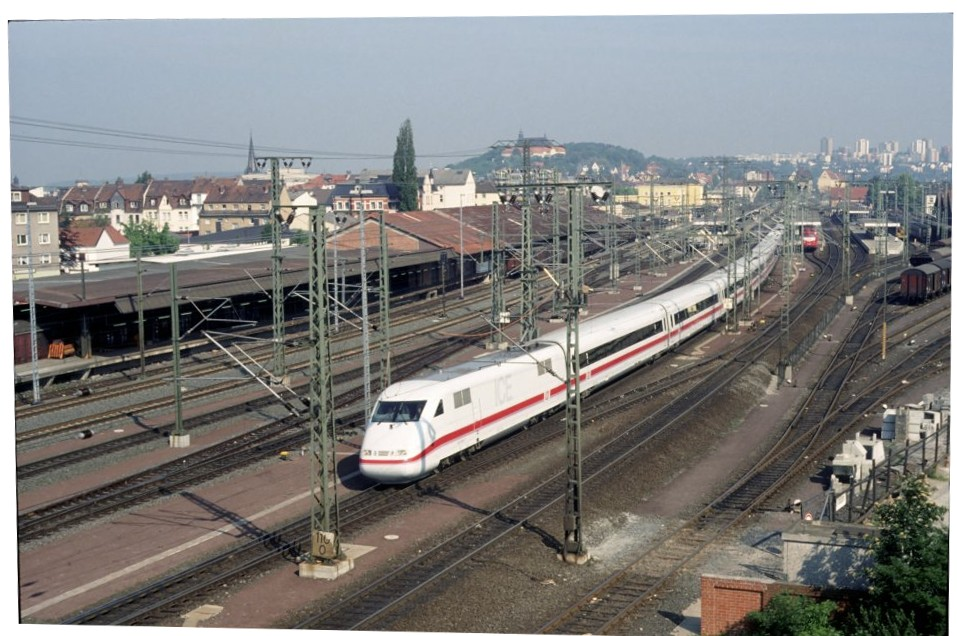
Fulda és un important nus ferroviari

La indústria comprèn els teixits de cotó i telers de cànem, pelfa, feltre, vellut, ciris, tints, pell adobada, sabó, cervesa, blanqueigs de cera, salnitre, construcció de magnífics instruments de vent, objectes esmaltats de llaunaria, articles de sabateria, etc. A més, a Fulda hi ha grans tallers ferroviaris.
El comerç, sempre restà molt recolzat pel Banc de l'Imperi, és especialment en bestiar i blat. Anualment s'hi celebren diversos mercats boví i cavallar. Fulda és seu episcopal que substituí a la de la famosa abadia del seu nom (Abadia de Fulda) i que fou restablerta el 1829, però a conseqüència de l'anomenat Kulturkampf restà sense titular de 1873 a 1881.

## Fills il·lustres
- Adam de Fulda (1545-1640) compositor musical i escriptor.
- Karl Ferdinand Braun (1850-1918) Premi Nobel de Física de 1909.